# Papillacarus vitis
Papillacarus vitis är en kvalsterart som beskrevs av Elbadry och Abdul Halim Nasr 1977. Papillacarus vitis ingår i släktet Papillacarus och familjen Lohmanniidae. Inga underarter finns listade i Catalogue of Life.